# Renault Type E

La course annuelle de voitures anciennes de Londres à Brighton, qui a lieu le premier dimanche de novembre. Photographiée à Coulsdon, dans le Surrey.

La Renault Type E est une automobile du constructeur automobile Renault, conçue par Louis Renault en 1901.

## Historique
En 1901, Louis Renault et ses frères, conçoivent une évolution de  la Renault Type D, pour la compétition automobile.  
La Type E est très proche de la Type D mais elle reçoit un moteur plus gros et plus puissant. 
À partir de la Type E, est développée une déclinaison sportive de 6,5 chevaux pour la compétition, qui remporte, dans sa catégorie, les courses Paris-Bordeaux et Paris-Berlin. 
En 1902, la Renault Type K lui succède.